# Glam punk
Glam punk je hudební žánr, který vznikl na počátku až v polovině 70. let a kombinuje prvky protopunku a glam rocku. Průkopníky žánru byli New York Dolls, kteří ovlivnili vznik dalších skupin z New Yorku, jako byli Stilettos, the Brats a Ruby and the Rednecks, a také kapel ve Spojeném království, včetně Hollywood Brats a Jet. Tyto kapely v podstatě odstartovaly ranou punkrockovou scénu. Vliv kapely Hanoi Rocks přinesl v 80. letech obnovený zájem o tento zvuk, což vedlo k jeho renesanci u skupin jako Dogs D'Amour a Soho Roses a k formování glam metalu. Během 90. let dosáhly některé skupiny s glam punkem výrazného komerčního úspěchu, zejména Manic Street Preachers, Backyard Babies a Turbonegro.